# Catawba (Wisconsin)
Catawba es una villa ubicada en el condado de Price en el estado estadounidense de Wisconsin. En el Censo de 2010 tenía una población de 110 habitantes y una densidad poblacional de 9,53 personas por km².

## Geografía
Catawba se encuentra ubicada en las coordenadas 45°32′14″N 90°32′1″O / 45.53722, -90.53361. Según la Oficina del Censo de los Estados Unidos, Catawba tiene una superficie total de 11.54 km², de la cual 11.54 km² corresponden a tierra firme y (0%) 0 km² es agua.

## Demografía
Según el censo de 2010, había 110 personas residiendo en Catawba. La densidad de población era de 9,53 hab./km². De los 110 habitantes, Catawba estaba compuesto por el 100% blancos, el 0% eran afroamericanos, el 0% eran amerindios, el 0% eran asiáticos, el 0% eran isleños del Pacífico, el 0% eran de otras razas y el 0% pertenecían a dos o más razas. Del total de la población el 0.91% eran hispanos o latinos de cualquier raza.